# Święty Mamert
Święty Mamert, Mamert z Vienne (zm. ok. 475) – brat Klaudiana Mamerta, francuski biskup i święty Kościoła katolickiego.

## Żywot świętego
Data urodzin świętego nie jest znana. Mamert był biskupem Vienne od ok. 462 roku. Został konsekrowany w 463, w mieście Die (Dea).
Uznawany jest za męża modlitwy za swych wiernych w Vienne, dotkniętych nieszczęściami (trzęsienie ziemi, pożar, nieurodzaje). 
Zainicjował tzw. Dni Krzyżowe, z myślą o uproszenie urodzajów. Wiążą się one z klęskami, które nawiedziły ówczesną diecezję w Vienne. Podczas nich, przez trzy dni przed uroczystością Wniebowstąpienia Pańskiego, zanoszono błagalne modlitwy o urodzaj i zachowanie od klęsk żywiołowych, połączone z postem i z procesjami. Zwyczaj ten przetrwał do naszych czasów – procesje wyruszają na pola, a nabożeństwa odbywają się przy krzyżach przydrożnych.

## Kult
Święty Mamert jest patronem juhasów, straży pożarnej i orędownikiem w czasie suszy, gorączki oraz w chorobach piersi.
Jego wspomnienie liturgiczne w Kościele katolickim obchodzone jest 11 maja.
Przysłowie
- Mamert i Pankracy (12.05) mrozem kwiat poznaczy[3]